# Alysia subaperta
Alysia subaperta är en stekelart som beskrevs av Thomson 1895. Alysia subaperta ingår i släktet Alysia och familjen bracksteklar. Arten är reproducerande i Sverige. Inga underarter finns listade i Catalogue of Life.